# Machine + Soul
Machine + Soul è il tredicesimo album discografico di Gary Numan, pubblicato dalla Numa Records nel settembre 1992.
È stato ristampato nel 1993 dalla Numa Records in versione Extended, nel 1999 per il mercato statunitense dalla Cleopatra Records e per il mercato inglese dalla Eagle Records, con alcune differenze nel numero e nella disposizione delle tracce.

## Tracce
(Musiche e testi di Gary Numan, eccetto Generator, di Numan e Kipper, U Got the Look e 1999 di Prince)
1. Machine and Soul – 5:57
2. Generator – 6:08
3. The Skin Game – 6:23
4. Poison – 5:02
5. I Wonder – 4:28
6. Emotion – 5:31
7. Cry – 4:45
8. U Got the Look – 3:57
9. Love Isolation – 4:38

Tracce versione Extended 1993 (Numa Records)
1. Machine and Soul - 7:33
2. Generator - 9:51
3. The Skin Game - 7:41
4. Poison - 6:39
5. I Wonder - 6:33
6. Emotion - 8:00
7. Cry - 7:31
8. U Got the Look - 3:57
9. Love Isolation - 6:30
10. Dark Mountain - 3:09
11. The Hauntings - 4:06
12. In a Glasshouse - 4:12
13. Hanoi - 2:03

Tracce versione Extended 1999 mercato statunitense (Cleopatra Records)
1. Machine and Soul – 5:57
2. Generator – 6:08
3. The Skin Game – 6:23
4. Poison – 5:02
5. I Wonder – 4:28
6. Emotion – 5:31
7. Cry – 4:45
8. U Got the Look – 3:57
9. Love Isolation – 4:38
10. Hanoi - 2:03
11. In a Glasshouse - 4:12
12. Wonder Eye - 4:04
13. Cry Baby - 4:21
14. The Hauntings - 4:06
15. 1999 - 4:56
16. Dark Mountain - 3:09

Tracce versione Extended 1999 mercato inglese (Eagle Records)
1. Machine and Soul – 5:57
2. Generator (Numan, Kipper) – 6:08
3. The Skin Game – 6:23
4. Poison – 5:02
5. I Wonder – 4:28
6. Emotion – 5:31
7. Cry – 4:45
8. U Got the Look (Prince) – 3:57
9. Love Isolation – 4:38
10. Hanoi - 2:03
11. Dark Mountain - 3:09
12. The Hauntings - 4:06
13. 1999 - 4:56
14. Cry Baby - 4:21
15. Wonder Eye - 4:04

## Musicisti
- Gary Numan – voce, tastiere, basso, chitarra
- Kipper - tastiere, chitarra
- Mike Smith - tastiere
- Keith Beauvais - chitarra